# Коко (Чхороцкуський муніципалітет)
Коко (груз. ქოყო) — село в Грузії.
За даними перепису населення 2014 року в селі проживає 154 особи.